# Pazdroellinae
Pazdroellinae es una subfamilia de foraminíferos bentónicos de la Familia Pleurostomellidae, de la Superamilia Pleurostomelloidea, del Orden Buliminida y del Suborden Buliminina. Su rango cronoestratigráfico abarca el Maastrichtiense inferior (Cretácico superior).

## Discusión
Clasificaciones previas hubiesen incluido Pazdroellinae en el Suborden Rotaliina y/o Orden Rotaliida

## Clasificación
Pazdroellinae incluye a los siguientes géneros:
- Pazdroella †
- Triaperturina †
- Quadriaperturina †